# Schwurgericht (Film)
Schwurgericht ist ein französisches Justiz- und Prozessdrama des auf juristische Themen spezialisierten Regisseurs André Cayatte.

## Handlung
Versailles 1950. Die junge Ärztin Elsa Lundenstein ist angeklagt, eine Tötung auf Verlagen verübt zu haben, zum Nachteil ihres Liebhabers Maurice Vaudrémont, der unheilbar an Kehlkopfkrebs erkrankt war. Die Beweise sprechen eigentlich für ihre Unschuld, gäbe es nicht auch einen Paragrafen, der Euthanasie in jeder Form verbietet. Außerdem existiert da auch noch ein anderer Mann namens Serge Kramer, der sich bald als Elsas zweiter Liebhaber herausstellt. Was hat er mit dieser Sache zu tun, und waren Elsas Motive wirklich so edel, wie sie vorgibt? Bald stellt sich der Fall vertrackter dar, als alle Beteiligten zum Prozessauftakt geglaubt hatten.
Sieben Geschworene werden vom Gericht berufen, die Wahrheit herauszufinden. Unter diesen Geschworenen herrscht bald große Uneinigkeit; Vorurteile – Elsa ist Ausländerin (offensichtlich – dies wird nicht vollkommen ersichtlich – Deutsche, nur fünf Jahre nach Kriegsende 1945 ein großes emotional belastendes Problem in Frankreich) – und andere Motive führen dazu, dass hinter den verschlossenen Türen des Gerichtssaals heftig gestritten wird. Bald kann niemand mehr sicher sein, ob das Urteil „Im Namen des Volkes“ unbedingt ein gerechtes und faires sein wird, da zu viele unkalkulierbare Faktoren bei der Urteilsfindung einfließen. Auch die Zeugen sind alles andere als immer zuverlässig, und am Ende ist trotz eines Urteils die Schuld oder Unschuld Elsa Lundensteins nicht wirklich zweifelsfrei geklärt.

## Produktionsnotizen
Schwurgericht wurde vom 10. März bis zum 10. Juli 1950 gedreht. Die Uraufführung erfolgte am 20. September 1950. In Deutschland lief der Film am 14. September 1951 an. Die erste deutsche Fernsehausstrahlung erfolgte am 29. Juli 1958.

## Wissenswertes
Schwurgericht war der erste Teil von Cayattes sogenannter „Justiz-Trilogie“. Es folgten 1952 Wir sind alle Mörder und 1955 Die schwarze Akte.

## Kritik
In Reclams Filmführer heißt es: „Im Mittelpunkt des Films stehen nicht die Tat und die Person der Angeklagten, sondern die sieben Geschworenen; dabei wird die Zufälligkeit der Urteilsfindung deutlich, die durch Erziehung, eigene Erlebnisse, Stimmungen beeinflußt wird. (…) Den größten Anteil am Erfolg des Films hatte sicher das geschickt gebaute Drehbuch, das Cayatte präzise ins Bild gesetzt hat.“
Georges Sadoul schrieb: „André Cayatte schuf nach einer Serie zweitrangiger Filme eine bedeutende Trilogie über juristische Fragen: ‚Justice est faite‘ (Schwurgericht) zeigt Psychologie und Mechanismus eines Geschworenengerichtes. ‚Nous sommers tous des Assassins‘ (Wir sind alle Mörder) ist eine heftige Anklage gegen die Todesstrafe. ‚Avant le Déluge‘ (Vor der Sintflut) behandelt das Problem der jugendlichen Verbrecher im Rahmen der Kriegspsychose...“
Kay Wenigers Das große Personenlexikon des Films schrieb in der Biografie Cayattes über dessen Justizfilminszenierungen:

„Kern dieser Filme waren weniger Cayattes Auseinandersetzungen mit der eigentlichen Straftat als vielmehr die Erhellung der Hintergründe bei einer Urteilsfindung unter Geschworenen (Schwurgericht), Darlegung von Vorgängen bei gerichtlichen Voruntersuchungen und Polizeimethoden (Die schwarze Akte) sowie die Durchleuchtung der sozialen Umfeldes eines Täters und die gesellschaftlichen Hintergründe, die ihn haben töten lassen (Wir sind alle Mörder).“

Im Lexikon des Internationalen Films heißt es: „Die Reaktionen, Vorurteile und persönlichen Einstellungen der Geschworenen rücken in den Mittelpunkt einer Gerichtsverhandlung, bei der eine Frau der Euthanasie angeklagt ist. André Cayatte hat – was für einen ehemaligen Juristen naheliegt – minutiös die Verhandlungen des Gerichts verfolgt. Die präzise Montagetechnik seines Films vermittelt ein überaus kritisches und nachdenkliches Bild von der Verhandlung, die in all ihrer Widersprüchlichkeit gezeigt wird. In allen Belangen ein künstlerisches Erlebnis.“

## Auszeichnungen
- 1950: Goldener Löwe der 11. Internationalen Filmfestspiele von Venedig
- 1951: Goldener Bär der 1. Internationalen Filmfestspiele Berlin (gemeinsam mit vier weiteren Filmen)
- 1953: New York Film Critics Circle Award (Bester fremdsprachiger Film)
- 1953: Preis des spanischen Círculo de Escritores Cinematográficos (Bester fremdsprachiger Film – Frankreich)